# Сам Смит
Самюъл Фредерик Смит (на английски: Samuel Frederick Smith), по-известен като Сам Смит, е британски поп изпълнител, носител на награди „Грами“, „Оскар“ и  „Златен глобус“. 

## Биография
Сам Смит е роден в Лондон на 19 май 1992 г. Той израства в Кеймбриджшър, баща му е шофьор на камион, а майка му - банков служител. Родителите му подкрепят музикалните му пориви още докато Сам Смит е дете. Те са впечатлени от изпълнението му на песента на Уитни Хюстън - My Love Is Your Love и го записват на уроци по пеене. Скоро Смит става част от постановките на местния театър, а когато навършва 18 години, се мести в Лондон, за да преследва музикална кариера.
Смит придобива популярност през 2012 година с вокалите си в сингъла на Disclosure – Latch. По-късно през 2013 година Сам Смит и Naughty Boy записват песента La La La, която оглавява класациите и превръща Сам Смит в поп сензация. За първия си албум Смит получава четири награди „Грами”. Той държи и два рекорда на „Гинес“– за най-много последователни седмици в Топ 10 на британската класация за албуми (за дебютния си албум In The Lonely Hour (2014)) и за тематичната песен Writing's on the Wall към филма „Спектър“, която достига първо място в британската класация и му носи „Оскар” и „Златен глобус”.
През 2014 г. разкрива, че е гей. Смит се определя като човек с небинарен пол.

## Дискография
| Албум                | Издаден                 | Лейбъл          | Продажби                         | Сингли                                                                                             |
| -------------------- | ----------------------- | --------------- | -------------------------------- | -------------------------------------------------------------------------------------------------- |
| In the Lonely Hour   | 26 май 2014             | Кепитъл Рекърдс | - UK: 2,692,481 - WW: 12,000,000 | 1. "Lay Me Down" 2. "Money on My Mind" 3. "Stay with Me" 4. "I'm Not the Only One" 5. "Like I Can" |
| The Thrill of It All | 3 ноември 2017          | Кепитъл Рекърдс | - UK: 755,383 - WW: 1,400,000    | 1. "Too Good at Goodbyes" 2. "One Last Song" 3. "Pray" 4. "Baby, You Make Me Crazy"                |
| Love Goes            | 30 октомври 2020        | Кепитъл Рекърдс | - UK: 121,021                    | 1. "My Oasis" 2. "Diamonds" 3. "Kids Again"                                                        |
| Gloria               | Предстои:27 януари 2023 | Кепитъл Рекърдс | -                                | 1. "Love Me More" 2. "Unholy"                                                                      |